# Roger Antoine
Roger Pierre Marie Antoine (Bamako, 28 giugno 1929 – Saclay, 11 agosto 2003) è stato un cestista francese.
Era il marito di Alice Seillier.

## Carriera
Con la Francia ha disputato due edizioni dei Giochi olimpici (Melbourne 1956, Roma 1960), i Campionati mondiali del 1954 e i Campionati europei del 1957.

## Palmarès
- Campionato francese: 1

Parigi UC: 1962-63
- Coppa di Francia: 4

Parigi UC: 1954, 1955, 1962, 1963